# Hugo Loetscher

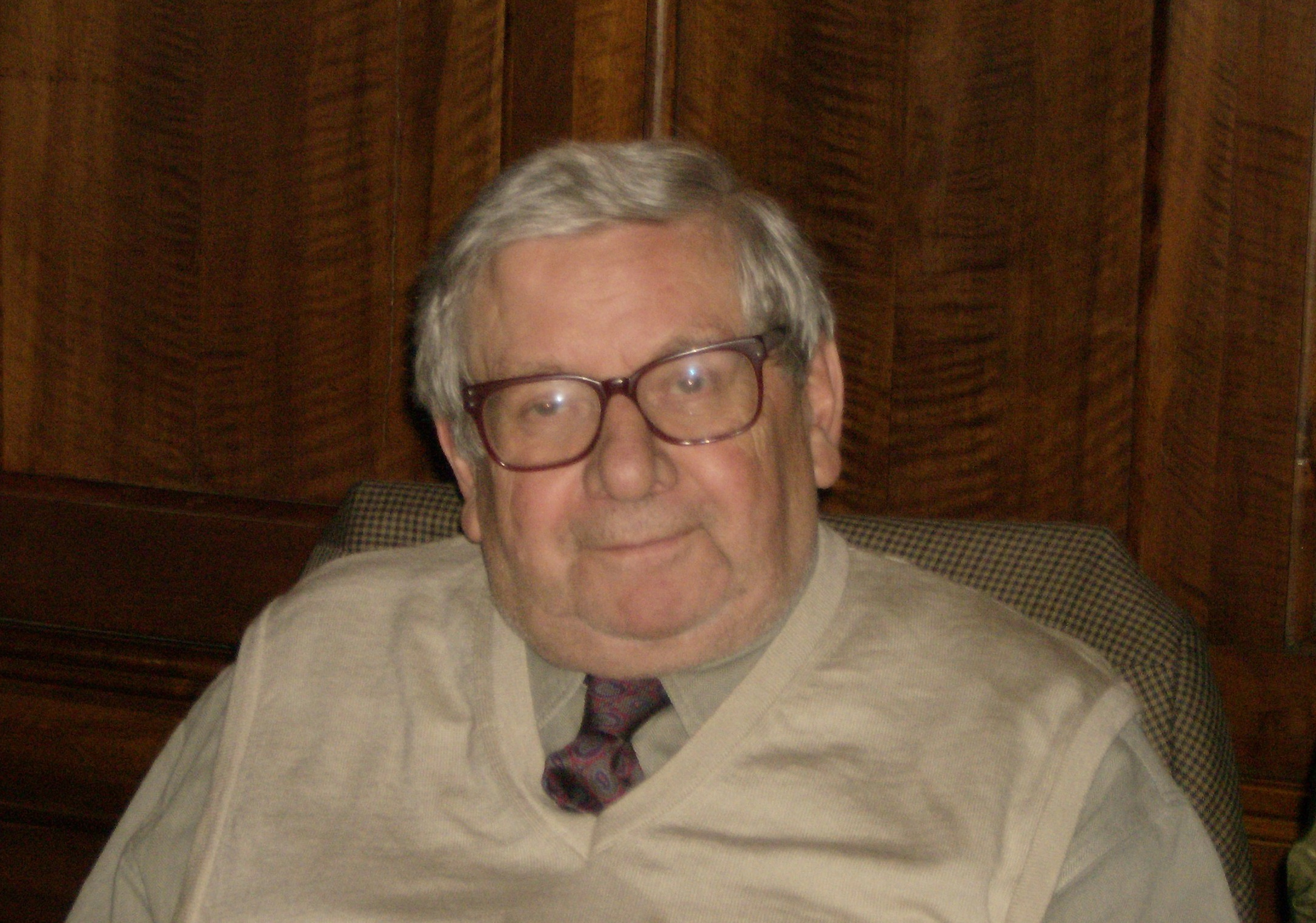
Hugo Loetscher v roce 2006

Hugo Loetscher (22. prosinec 1929, Curych – 18. srpen 2009, tamtéž) byl švýcarský spisovatel, novinář, překladatel a literární kritik.

## Život a dílo
Po maturitě na gymnáziu v Curychu vystudoval politickou filozofii, sociologie, literaturu a hospodářské dějiny na univerzitě v Curychu a v Paříži. V roce 1956 získal doktorát filozofie za kvalifikační práci, věnující se politické filozofii ve Francii po roce 1945 (německy Die politische Philosophie in Frankreich nach 1945).
Jeho literární prvotinou byl román Abwässer (1963), čímž se zařadil do švýcarské literární generace autorů, jimiž byli např. literáti Friedrich Dürrenmatt, či Max Frisch. Od roku 1969 byl spisovatelem a novinářem na volné noze, mezi jeho nejznámější díla náleží např. román Der Immune, spadající do období mezi druhou světovou válkou a 70. léty 20. století, v němž specifického významu nabývá metaforický vztah imunitu hledajícího vypravěče ke čtenáři jakožto společnosti samotné. Hlavní postavami jeho děl byli lidé, stojící na okraji společnosti (německy Außenseiter).
Roman Bucheli, redaktor švýcarského deníku Neue Zürcher Zeitung, o něm v nekrologu v dne jeho úmrtí uvedl následující:
„[...]. Er stellte sich immer ein wenig gegen den Strom. [...] Zwischen Dürrenmatts abgründigem Humor und Frischs moralischem Rigorismus, zwischen Otto F. Walters Realismus und Peter Bichsels poetischen Abbreviaturen ging er in der literarischen Schweiz eigene Wege. (Překlad: [...]. Vždy šel tak trochu proti proudu. [...] Literárním Švýcarskem si vyšlapal cestičku veprostřed mezi Dürrenmattovým jizlivým žertováním a Frischovým morálním rigorismem, veprostřed mezi realismem Otto F. Waltera a poetickým zkracováním Petera Bichsela.) “

## Publikační činnost (výběr)

### České překlady z němčiny
- Páv na hnojišti aneb Zvířata v nás (orig. "Die Fliege und die Suppe und 33 andere Tiere in 33 anderen Situationen"). 1. vyd. Havlíčkův Brod: Fragment, 2006. 150 S. Překlad: Milena Durková
- Mandarínovy oči (orig. "Die Augen des Mandarin"). 1. vyd. Praha: Volvox Globator, 2001. 234 S. Překlad: Radovan Charvát